# プルデンシオ・カルドナ
プルデンシオ・カルドナ（Prudencio Cardona、男性、1951年12月22日 - 2019年8月4日）は、コロンビアのプロボクサー。身長168cm。サン・バシリオ・デル・パレンケ出身。元WBC世界フライ級王者。
元WBA世界ジュニアフェザー級王者リカルド・カルドナは実弟。

## 来歴
1972年、コロンビア代表としてミュンヘンオリンピックボクシングライトフライ級に出場し、1回戦敗退。
1973年11月2日、コロンビアでプロデビュー。
1978年3月10日、元WBA世界フライ級王者アルフォンソ・ロペスと対戦し、10回判定勝ち。
1978年6月30日、のちのWBA世界フライ級王者ルイス・イバラと対戦し、10回判定勝ち。1979年2月17日、イバラと再戦し、10回判定負け。
1979年5月15日、のちのIBF世界ジュニアフェザー級王者李承勲と対戦し、10回判定負け。
1982年3月20日、WBC世界フライ級王者アントニオ・アベラルに挑戦し、1回KO勝ち。世界王座初挑戦にして王座を獲得した。弟リカルドに遅れること4年で兄弟世界王者となった。
1982年7月24日、初防衛戦でフレディー・カスティーリョと対戦し、15回判定負けで王座から陥落した。
1984年9月15日、WBA世界フライ級王者サントス・ラシアルに挑戦し、10回KO負けで王座獲得ならず。
1992年6月27日の試合を最後に引退した。

## 獲得タイトル
- 第18代WBC世界フライ級王座（防衛0度）